# صومعه هاواپتوک
صومعه هاواپتوک (ارمنی: Հավապտուկ վանք) یک صومعه متعلق به کلیسای حواری ارمنی می‌باشد که در 5 کیلومتر از روستای وانک، در استان مارتاکرت جمهوری آرتساخ واقع شده‌است. ساخت و ساز این ساختمان در سال ۱۲۳۳ میلادی به پایان رسید. این بنا به سبک معماری ارمنی طراحی شده‌است.